# Rhythm Nation 1814
Janet Jackson's Rhythm Nation 1814 (também conhecido simplesmente como Rhythm Nation 1814 ou Rhythm Nation) é o quarto álbum de estúdio da cantora estadunidense Janet Jackson, lançado em 19 de setembro de 1989 pela A&M Records. Embora os executivos da gravadora desejassem um projeto similar ao seu álbum anterior, Control (1986), Jackson insistiu na criação de um álbum conceitual que abordasse questões sociais. Ao colaborar com compositores e produtores musicais Jimmy Jam e Terry Lewis, ela se inspirou em diversas tragédias relatadas através de meios de comunicação, explorando o racismo, pobreza e abuso de substâncias, além de temas românticos. Embora o seu conceito primário de utopia sociopolítica tenha sido recebido com reações mistas, a sua composição recebeu aclamação da crítica. Jackson passou a ser considerada um modelo para os jovens por causa das suas letras socialmente conscientes. 
Assim como Control, as gravações de Rhythm Nation 1814 aconteceram no Flyte Tyme Studios de Lewis e Jam em Minneapolis, Minnesota, onde trabalharam em isolamento com Jackson para completar o álbum. Conhecido pelo uso de samples e pela utilização de percussão sintetizada com muito swing em toda a sua produção, o disco abrange uma variedade de estilos musicais, como new jack swing, hard rock, pop, dance e música industrial. As músicas variam de ritmos de dança mecanizados a baladas suaves, o que as tornaram atraentes para os mais diversos formatos de rádio. É o único álbum da história a ter sete singles que alcançaram o top cinco da Billboard Hot 100. Rhythm Nation 1814 também é o primeiro álbum a produzir canções que lideraram a tabela em três anos civis separados, começando com "Miss You Much" em 1989, "Escapade" e "Black Cat" em 1990, e finalizando com "Love Will Never Do (Without You)" em 1991.
Rhythm Nation 1814 se tornou o segundo álbum consecutivo de Jackson a alcançar o topo da Billboard 200 nos Estados Unidos e recebeu o certificado de 6× platina da Recording Industry Association of America (RIAA). Tornou-se o álbum mais vendido de 1990 nos Estados Unidos e vendeu aproximadamente 12 milhões de cópias mundialmente. Devido à sua produção inovadora e exploração lírica, os críticos passaram a considerá-lo o culminar da realização artística de Jackson. Os estudiosos da música observam que o disco lhe valeu um nível de apelo intercultural inigualável entre os seus pares da indústria. Considerado um álbum "marco", foi também referido como uma influência nas obras de vários artistas musicais, definindo tendências estilísticas nos anos seguintes ao seu lançamento.
Os visuais nos videoclipes e as apresentações vivo elevaram ainda mais o estrelato de Jackson. O filme de trinta minutos Rhythm Nation 1814, que retrata dois aspirantes a músicos cujas vidas são interrompidas pelo abuso de substâncias, foi exibido na MTV para promover o álbum. A Rhythm Nation World Tour 1990 se tornou a turnê de estreia mais bem sucedida de um artista musical na época. Jackson foi considerada um ícone da moda, com várias peças da turnê promocional do álbum e dos videoclipes sendo imitados pelos jovens. Com o projeto, Jackson recebeu nove indicações ao Grammy Awards, tornando-se a primeira mulher a ser indicada na categoria de Produtor do Ano e ganhando o prêmio de Melhor Videoclipe de Longa Duração por Rhythm Nation 1814. Jackson recebeu o MTV Video Vanguard Award e uma estrela na Calçada da Fama de Hollywood pelas suas contribuições significativas para a cultura popular. As suas letras manuscritas para a faixa-título do álbum, bem como o seu uniforme militarista para o videoclipe, foram preservados pelo Rock and Roll Hall of Fame. Em 2021, a Biblioteca do Congresso anunciou que o álbum foi selecionado para preservação no Registo Nacional de Gravações como parte da turma de 2020, considerando-o "culturalmente, historicamente ou esteticamente significativo".

## Antecedentes
Na sequência da descoberta crítica e comercial de seu terceiro álbum de estúdio Control (1986), Jackson estava motivada a assumir um papel maior no processo criativo de seu novo álbum. De acordo com a Billboard's Hottest Hot 100 Hits (2002), a A&M Records havia solicitado que Janet fizesse um álbum semelhante a control. Dizia-se que os executivos da gravadora haviam sugerido um álbum conceitual intitulado Scandal, e que deveria ser centrado em torno de sua vida pessoal e familiar. No entanto, Jam depois negou a alegação de que Scandal teria sido sugerido, embora ele confirmara que havia incentivo para produzir uma espécie "Control II''. Jackson opôs-se à ideia de uma sequência direta de control, afirmando que "Não era isso o que eu queria fazer. Eu queria algo que eu realmente acreditava e que eu realmente me sentisse forte sobre." Ela fora inicialmente criticada por ter escolhido dedicar o tema do álbum a consciência social, mas manteve-se firme em seu compromisso com o conceito. Jam afirmou que sua inspiração para o tema do álbum veio principalmente após assistir a CNN e outras fontes de notícias. Em particular, sua reação ao massacre da Cleveland School, que levou a gravação de "Livin' in a World (They Didn't Make)", "Rhythm Nation" e "State of the World". 
Ao discutir a origem do título "Rhythm Nation", Jackson afirmou que ela primeiro citou a frase durante uma conversa com seus produtores. "Eu pensei que seria ótimo se pudéssemos recriar nosso próprio país", acrescentando que seria "aquele tipo de título que teria uma mensagem positiva e que todos seriam livres de aderir." Ela baseou a ideia sobre a prevalência de vários grupos de jovens e organizações que são formadas como um meio de criar uma identidade comum. O uso do número "1814" representa o ano, da composição do hino nacional estadunidense. A Rolling Stone enfatizou o conceito central que já é explorado no interlude que abre o álbum, que afirma: "...We are a nation with no geographic boundaries, bound together through our beliefs. We are like-minded individuals, sharing a common vision, pushing toward a world rid of color-lines." Vários críticos observaram que "R"(Rhythm) e "N"(Nation) são as letras 18 e 14 do alfabeto, embora Jackson dissesse que isso era pura coincidência. 
O objetivo principal de Jackson para o registro era chegar a um público mais jovem que geralmente não sabem o que significa serem indivíduos socialmente conscientes. Ela expressou: "Eu queria captar a atenção deles através da minha música." Ela foi influenciada por outros artistas que fizeram algo semelhante, como Joni Mitchell, Bob Dylan, Tracy Chapman, e U2, embora ela sentia que sua música recorrera principalmente aos adultos que já estavam inseridos na mudança social. Ela também declarou: "Eu não sou ingênua, eu sei que um álbum ou uma música não podem mudar o mundo. Mas sei que a minha música e minha dança podem chamar a atenção do público" na esperança de que isso iria motivar as pessoas a "fazerem algum tipo de diferença." 

## Lista de faixas
Todas as faixas foram produzidas por Janet Jackson, Jimmy Jam e Terry Lewis, com exceção de "Black Cat", produzida por Jackson e Jellybean Johnson.
| N.º            | Título                                      | Compositor(es)       | Duração |  |
| 1.             | "Interlude: Pledge"                         | Jackson Harris Lewis | 0:47    |  |
| 2.             | "Rhythm Nation"                             | Jackson Harris Lewis | 5:31    |  |
| 3.             | "Interlude: T.V."                           | Harris Lewis         | 0:22    |  |
| 4.             | "State of the World"                        | Jackson Harris Lewis | 4:48    |  |
| 5.             | "Interlude: Race"                           | Harris Lewis         | 0:05    |  |
| 6.             | "The Knowledge"                             | Harris Lewis         | 3:54    |  |
| 7.             | "Interlude: Let's Dance"                    | Harris Lewis         | 0:03    |  |
| 8.             | "Miss You Much"                             | Harris Lewis         | 4:12    |  |
| 9.             | "Interlude: Come Back"                      | Harris Lewis         | 0:21    |  |
| 10.            | "Love Will Never Do (Without You)"          | Harris Lewis         | 5:50    |  |
| 11.            | "Livin' in a World (They Didn't Make)"      | Harris Lewis         | 4:41    |  |
| 12.            | "Alright"                                   | Jackson Harris Lewis | 6:26    |  |
| 13.            | "Interlude: Hey Baby"                       | Harris Lewis         | 0:10    |  |
| 14.            | "Escapade"                                  | Jackson Harris Lewis | 4:44    |  |
| 15.            | "Interlude: No Acid"                        | Harris Lewis         | 0:05    |  |
| 16.            | "Black Cat"                                 | Jackson              | 4:50    |  |
| 17.            | "Lonely"                                    | Jackson Harris Lewis | 4:59    |  |
| 18.            | "Come Back to Me"                           | Jackson Harris Lewis | 5:33    |  |
| 19.            | "Someday Is Tonight"                        | Jackson Harris Lewis | 6:00    |  |
| 20.            | "Interlude: Livin'... In Complete Darkness" | Harris Lewis         | 1:07    |  |
| Duração total: | Duração total:                              | Duração total:       | 64:34   |  |